# Valentín García Escudero
Valentín García Escudero, (Ribadavia, 1833-Pontevedra,4 de abril de 1912)fue un notario y político gallego.

## Trayectoria
En 1859 se instaló en Pontevedra como Notario y secretario del Juzgado de Primera Instancia. Republicano, amigo de Emilio Castelar y Eugenio Montero Ríos, fue socio de este en la adquisición de la isla de Tambo.
Fue alcalde de Pontevedra. Fue elegido diputado por el distrito de Puente Caldelas en las elecciones de 1872 y elegido nuevamente por el mismo distrito en las elecciones de 1873. 

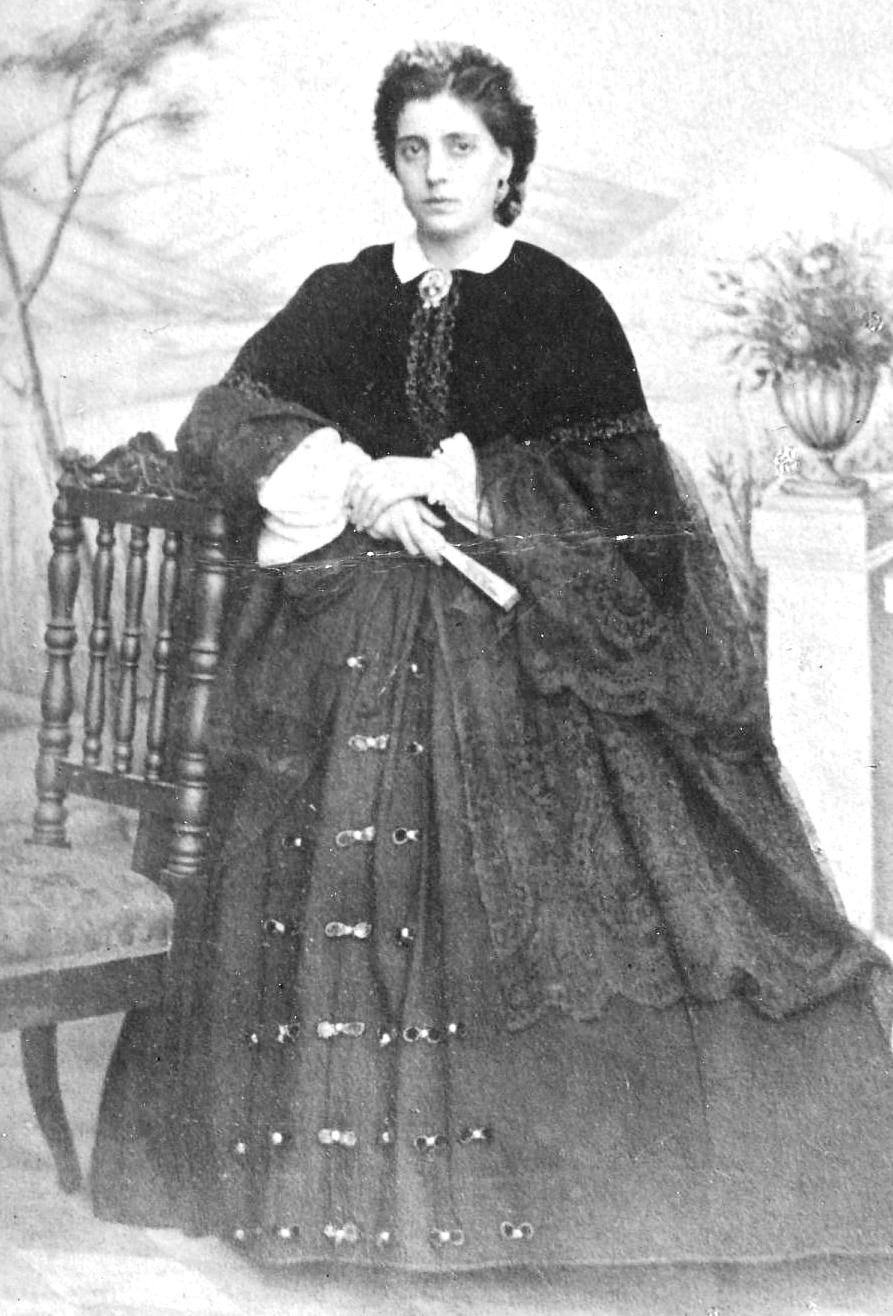
Matilde Temes Trujeda, esposa de Valentín García Escudero y madre de Valentín García Temes.

Se casó con Matilde Temes Trujeda. Su hijo Valentín García Temes fue el propietario del Café Moderno de Pontevedra. Era tío de Vicente García Temes.